# Aitne (mjesec)
Aitne (također Jupiter XXXI) je prirodni satelit planeta Jupiter. Retrogradni nepravilni satelit iz grupe Carme s oko 3 kilometara u promjeru i orbitalnim periodom od 679.641 dana.